# Beat von Scarpatetti
Beat Matthias von Scarpatetti (* 23. Mai 1941 in Schaffhausen) ist ein Schweizer Historiker, Paläograph, Dozent und Kulturschaffender mit Schwerpunkt Ökologie.

## Leben und berufliche Tätigkeit
Beat von Scarpatetti ist das dritte von insgesamt vier Kindern von Fritz von Scarpatetti, Geschäftsleiter einer Weinhandlung in Schaffhausen, und Gertrude von Scarpatetti, Bibliothekarin in der Stadtbibliothek Schaffhausen. Er besuchte das Benediktiner-Kollegium Disentis (Graubünden), danach für weitere zwei Jahre die Kantonsschule Schaffhausen. Er studierte Geschichte in Freiburg im Breisgau und Basel und wurde 1970 bei Werner Kaegi in Basel promoviert. Danach folgte ein Post-Graduate-Studium in Paris.

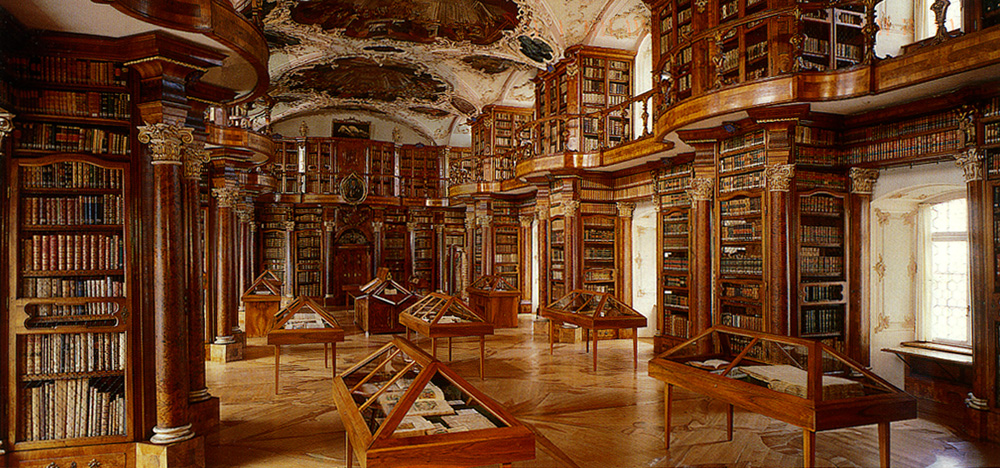
Stiftsbibliothek St. Gallen

1972 wurde er Redaktor des Catalogue des manuscrits datés für die Schweiz und gleichzeitig Katalogisator der Handschriften an der Stiftsbibliothek St. Gallen. 1982 begann ein kursorischer Lehrauftrag an der Universität des Oberelsass in Mülhausen. 1995 folgte durch den Conseil national des universités (CNU) in Paris die Habilitation zum Maître de conférences.
Er ist Spezialist für mittelalterliche Manuskripte und Autor einer Reihe von Handschriften-Katalogen, Handbüchern und historischen Studien. 1979 wurde er in das Comité International de Paléographie (Paris) aufgenommen.
Beat von Scarpatetti heiratete 1979 die Sängerin Liane Stalder. Aus dieser Ehe gingen die Töchter Franca (* 1982) und Viola (* 1987) hervor. Er wohnt seit 1971 in Binningen im Kanton Basel-Landschaft.

## Ökologisches Engagement
Beat von Scarpatetti engagierte sich in einer Reihe ökologischer Initiativen. 1978 gehörte er zu den Gründern der «Arbeitsgruppe für den ökologischen Landbau in der 3. Welt» bei «Terre des hommes Schweiz» (Basel). 1984/87 gründete er die St. Galler Waldhandschrift. Dafür haben 123 Schriftstellerinnen und Schriftsteller originale Texte gestiftet. Diese wurden im Stil alter Handschriften auf Pergament geschrieben. Die Texte der Waldhandschrift verbreiten sich gemäss der Tradition ausschliesslich handschriftlich, Kopien und Fotografien sind obsolet. 1991 folgte der Pakt Mensch-Natur mit der Abgabe der Charta Mensch-Natur an durch Taten ausgezeichnete Umwelt-Engagierte.
Zum Helvetik-Jubiläum von 1998 erschien die Helvetische Ökologische Verfassung, eine Transkription der ersten Verfassung der Schweiz von Peter Ochs. 2010 folgte die Übersetzung von Ochs’ Werk La Journée des Quatre Sapins, ein protoökologisches Gedicht des nachmaligen Basler Staatsmannes.
Scarpatetti war mit Martin Vosseler Begründer und Crewmitglied in der Expedition Transatlantic21. Diese ermöglichte 2006/07 die erste rein solarbetriebene Atlantiküberquerung.
Im Raum Basel war von Scarpatetti 1987 Mitbegründer der Ökostadt Basel sowie 1989 der Ökogemeinde Binningen. Er startete 2004 das Quellen-Projekt Binningen, einer Inventarisierung und Konservierung der rund 50 Binninger Wasserquellen.
2004 war Beat von Scarpatetti Gründer und Präsident des Clubs der Autofreien Schweiz (CAS), welcher 2014 mit dem Verkehrs-Club der Schweiz (VCS) zusammenging.

## Publikationen (Auswahl)
- Bücherliebe und Weltverachtung. Die Bibliothek des Volkspredigers Heynlin von Stein und ihr Geheimnis. Schwabe, Basel 2021, ISBN 978-3-7965-4469-9
- La question de l’environnement à la Renaissance: L’humanisme rhénan entre affirmation et négation de „Frau Welt“ (XVe–XVIe siècles), in: l’espace rhénan, pôle de savoirs, sous la direction de Catherine Maurer [et al.], Strasbourg: Presses universitaires de Strasbourg, 2013, S. 37–50
- Der Tag der vier Tannen: lyrisches Drama. Vorgetragen vor der Helvetischen Gesellschaft in Olten am 14. Mai 1782 von Peter Ochs. Freie dt. Übertragung Beat von Scarpatetti. Hrsg. von Cyrill Jeger. Historisches Museum, Olten 2010, ISBN 978-3-9522830-6-6
- mit anderen: Binningen – die Geschichte (= Quellen und Forschungen zur Geschichte und Landeskunde des Kantons Basel-Landschaft. Band 85). Verlag des Kantons Basel-Landschaft, Liestal 2004, ISBN 3-85673-278-X
- Helvetische ökologische Verfassung: constitution helvétique = ökologische Verfassung, 1798–1998. Ein Entwurf. Mit einem Nachwort von Adolf Muschg. Schwabe, Basel 1998, ISBN 3-7965-1331-X
- St. Galler Waldhandschrift, Texte von 123 Schriftsteller, von 33 Scriptor auf Pergament geschrieben, 1984/87
- Max Burckhardt, Pascal Ladner, Martin Steinmann (Hrsg.): Katalog der datierten Handschriften in der Schweiz in lateinischer Schrift vom Anfang des Mittelalters bis 1550. 6 Bände. Begründet von Albert Bruckner. Bearb. von Beat Matthias von Scarpatetti, Rudolf Gamper und Marlis Stähli. Urs Graf, Dietikon 1977–1991
- Die Kirche und das Augustiner-Chorherrenstift St. Leonhard in Basel (11./12. Jh.–1525). Ein Beitrag zur Geschichte der Stadt Basel und der späten Devotio Moderna (= Basler Beiträge zur Geschichtswissenschaft. Band 131). Helbing und Lichtenhahn, Basel 1974 (Dissertation, Universität Basel, 1974)